# Джоббе, Паоло
Паоло Джоббе (итал. Paolo Giobbe; 10 января 1880, Рим, королевство Италия — 14 августа 1972, там же) — итальянский куриальный кардинал и ватиканский дипломат. Титулярный архиепископ Птолемаиды Фиваидской с 30 марта 1925 по 15 декабря 1958. Апостольский нунций в Колумбии с 16 июня 1925 по 12 августа 1935. Апостольский интернунций, с титулом нунция ad personam, в Нидерландах с 12 августа 1935 по 15 декабря 1958. Апостольский Датарий с 14 ноября 1959 по 1 января 1968. Патрон Суверенного военного гостеприимного ордена Святого Иоанна, Иерусалима, Родоса и Мальты с 8 августа 1961 по 14 августа 1972. Кардинал-священник с 15 декабря 1958, с титулом церкви Санта-Мария-ин-Валичелла с 18 декабря 1958.